# Paavo Lukander
Paavo Lukander (26 maart 1961) is een Fins voormalig rallynavigator.

## Carrière
Paavo Lukander maakte in 1993 zijn debuut als navigator in de rallysport van rijder Toni Gardemeister, met wie hij gedurende zijn gehele carrière actief bleef. Met Gardemeister was hij vanaf eind jaren negentig actief bij het fabrieksteam van Seat, eerst met de Ibiza Kit Car en later de Córdoba WRC. Hun beste resultaat was een derde plaats (hun enige podium resultaat) in Nieuw-Zeeland 1999. Na Seat kwam het duo vanaf het seizoen 2002 uit voor Škoda met opeenvolgend de Octavia WRC en Fabia WRC. Grote successen werden er met het doorgaans minder competitieve materiaal niet behaald. Lukander besloot zijn carrière als navigator in 2004; Jakke Honkkanen verving hem naast Gardemeister.
Lukander richtte zijn concentratie vervolgens elders en werkte onder andere bij een Fins bedrijf dat rallysimulaties ontwikkelt.